# 海押立
海押立（Qayaligh），在今哈萨克斯坦巴尔喀什湖东南萨尔坎德附近。《元史·宪宗纪》：二年（1252年），迁 “海都于海押立地”，屬於窩闊台之孫海都的封地即此，后为察合台汗国地。自漢朝即有記載，西遼（1124年-1218年）疆域即包含在內。